# Serie A 2020/21
De Serie A 2020/21 was het 119de voetbalkampioenschap in Italië en het 89e seizoen van de Serie A, de hoogste voetbaldivisie in Italië. Het seizoen liep van 19 september 2020 tot 23 mei 2021. Internazionale kroonde zich voor de 19e keer in hun bestaan tot landskampioen na een hegemonie van 9 seizoenen door Juventus. Inter spits Romelu Lukaku speelde hierbij een grote rol met 24 doelpunten en 11 assists waarop de Italiaanse voetbalbond hem uitriep tot meest complete speler van het seizoen. Cristiano Ronaldo werd topscorer met 29 goals.

## Eindstand
| Pos | Club           | Gs | W  | G  | V  | Pnt | Dv | Dt | Ds  |
| --- | -------------- | -- | -- | -- | -- | --- | -- | -- | --- |
| 1.  | Internazionale | 38 | 28 | 7  | 3  | 91  | 89 | 35 | +54 |
| 2.  | AC Milan       | 38 | 24 | 7  | 7  | 79  | 74 | 41 | +33 |
| 3.  | Atalanta       | 38 | 23 | 9  | 6  | 78  | 90 | 47 | +43 |
| 4.  | Juventus       | 38 | 23 | 9  | 6  | 78  | 77 | 38 | +39 |
| 5.  | Napoli         | 38 | 24 | 5  | 9  | 77  | 86 | 41 | +45 |
| 6.  | Lazio          | 38 | 21 | 5  | 12 | 68  | 61 | 55 | +6  |
| 7.  | AS Roma        | 38 | 18 | 8  | 12 | 62  | 68 | 58 | +10 |
| 8.  | Sassuolo       | 38 | 17 | 11 | 10 | 62  | 64 | 56 | +8  |
| 9.  | Sampdoria      | 38 | 15 | 7  | 16 | 52  | 52 | 54 | -2  |
| 10. | Verona         | 38 | 11 | 12 | 15 | 45  | 46 | 48 | -2  |
| 11. | Genoa          | 38 | 10 | 12 | 16 | 42  | 47 | 58 | -11 |
| 12. | Bologna        | 38 | 10 | 11 | 17 | 41  | 51 | 65 | -14 |
| 13. | Fiorentina     | 38 | 9  | 13 | 16 | 40  | 47 | 59 | -12 |
| 14. | Udinese        | 38 | 10 | 10 | 18 | 40  | 42 | 58 | -16 |
| 15. | Spezia         | 38 | 9  | 12 | 17 | 39  | 52 | 72 | -20 |
| 16. | Cagliari       | 38 | 9  | 10 | 19 | 37  | 43 | 59 | -16 |
| 17. | Torino         | 38 | 7  | 16 | 15 | 37  | 50 | 69 | -19 |
| 18. | Benevento      | 38 | 7  | 12 | 19 | 33  | 40 | 75 | -35 |
| 19. | Crotone        | 38 | 6  | 5  | 27 | 23  | 45 | 92 | -47 |
| 20. | Parma          | 38 | 3  | 11 | 24 | 20  | 39 | 83 | -44 |

### Legenda
| Kleur | Kwalificatie voor                                        |
| ----- | -------------------------------------------------------- |
|       | Kampioen van Italië: Groepsfase Champions League 2020/21 |
|       | Groepsfase Champions League 2020/21                      |
|       | Groepsfase Europa League 2020/21                         |
|       | Play-offronde Conference League 2020/21                  |
|       | Degradatie naar Serie B                                  |

## Statistieken

### Topscorers
| Rang | Naam              | Club             | Goals |
| ---- | ----------------- | ---------------- | ----- |
| 1.   | Cristiano Ronaldo | Juventus         | 29    |
| 2.   | Romelu Lukaku     | Internazionale   | 24    |
| 3.   | Luis Muriel       | Atalanta Bergamo | 22    |
| 4.   | Dušan Vlahović    | Fiorentina       | 21    |
| 5.   | Ciro Immobile     | Lazio            | 20    |
| 5.   | Simy              | Crotone          | 20    |
| 7.   | Lorenzo Insigne   | Napoli           | 19    |
| 8.   | Lautaro Martínez  | Internazionale   | 17    |
| 8.   | Domenico Berardi  | Sassuolo         | 17    |
| 10.  | João Pedro        | Cagliari         | 16    |

Atalanta · 
Bologna · 
Cagliari · 
Como · 
Empoli · 
Fiorentina · 
Genoa · 
Hellas Verona · 
Internazionale · 
Juventus · 
Lazio · 
Lecce · 
Milan · 
Monza · 
Napoli · 
Parma · 
Roma · 
Torino · 
Udinese · 
Venezia
Scudetto:
1898 ·
1899 ·
1900 ·
1901 ·
1902 ·
1903 ·
1904 ·
1905 ·
1906 ·
1907 ·
1908 ·
1909 ·
1909/10 ·
1910/11 ·
1911/12 ·
1912/13 ·
1913/14 ·
1914/15 ·
1915/16 · 1916/17 · 1917/18 · 1918/19 · 
1919/20 ·
1920/21 ·
1921/22 ·
1922/23 ·
1923/24 ·
1924/25 ·
1925/26 ·
1926/27 ·
1927/28 ·
1928/29

Serie A:
1929/30 ·
1930/31 ·
1931/32 ·
1932/33 ·
1933/34 ·
1934/35 ·
1935/36 ·
1936/37 ·
1937/38 ·
1938/39 ·
1939/40 ·
1940/41 ·
1941/42 ·
1942/43 ·
1944/45 ·
1945/46 ·
1946/47 ·
1947/48 ·
1948/49 ·
1949/50 ·
1950/51 ·
1951/52 ·
1952/53 ·
1953/54 ·
1954/55 ·
1955/56 ·
1956/57 ·
1957/58 ·
1958/59 ·
1959/60 ·
1960/61 ·
1961/62 ·
1962/63 ·
1963/64 ·
1964/65 ·
1965/66 ·
1966/67 ·
1967/68 ·
1968/69 ·
1969/70 ·
1970/71 ·
1971/72 ·
1972/73 ·
1973/74 ·
1974/75 ·
1975/76 ·
1976/77 ·
1977/78 ·
1978/79 ·
1979/80 ·
1980/81 ·
1981/82 ·
1982/83 ·
1983/84 ·
1984/85 ·
1985/86 ·
1986/87 ·
1987/88 ·
1988/89 ·
1989/90 ·
1990/91 ·
1991/92 ·
1992/93 ·
1993/94 ·
1994/95 ·
1995/96 ·
1996/97 ·
1997/98 ·
1998/99 ·
1999/00 ·
2000/01 ·
2001/02 ·
2002/03 ·
2003/04 ·
2004/05 ·
2005/06 ·
2006/07 ·
2007/08 ·
2008/09 ·
2009/10 ·
2010/11 ·
2011/12 ·
2012/13 ·
2013/14 ·
2014/15 ·
2015/16 ·
2016/17 .
2017/18 ·
2018/19 ·
2019/20 ·
2020/21 ·
2021/22 ·
2022/23 ·
2023/24 .
2024/25
Nationale competities:
Albanië · Andorra · Armenië · België · Bosnië en Herzegovina · Bulgarije · Cyprus · Denemarken · Duitsland · Engeland · Estland ('20 '21) · Faeröer ('20 '21) · Finland ('20 '21) · Frankrijk · Gibraltar · Griekenland · Hongarije · IJsland ('20 '21) · Ierland ('20 '21) · Israël · Italië · Kazachstan ('20 '21) · Kroatië · Letland ('20 '21) · Litouwen ('20 '21) · Luxemburg · Malta · Moldavië ('20 '21) · Montenegro · Nederland · Noord-Ierland · Noord-Macedonië · Noorwegen ('20 '21) · Oekraïne · Oostenrijk · Polen · Portugal · Roemenië · Rusland · San Marino · Schotland · Servië · Slovenië · Slowakije · Spanje · Tsjechië · Turkije · Wales · Zweden ('20 '21) · Zwitserland
Europese competities: Super Cup 2020 · Champions League · Europa League